# Lithobius circassus
Lithobius circassus är en mångfotingart som beskrevs av Muralevitch 1907. Lithobius circassus ingår i släktet Lithobius och familjen stenkrypare. Inga underarter finns listade i Catalogue of Life.